# Sinfonía n.º 18 (Haydn)

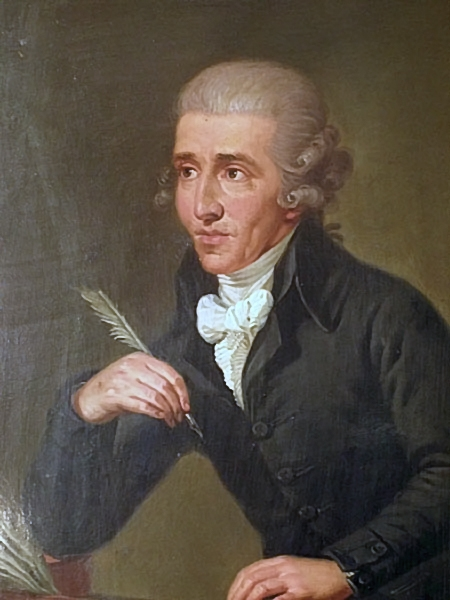
Haydn hacia 1770.

La Sinfonía n.º 18 en sol mayor, Hob. I:18 fue compuesta por Joseph Haydn en algún momento entre 1757 y 1764.

## Historia
La producción sinfónica del maestro austríaco puede dividirse a grandes rasgos en tres bloques temporales: el primer bloque (1757-1761) se corresponde con su periodo al servicio del conde Carl von Morzin (n.º 1 - n.º 5); el segundo bloque en la corte Esterházy (1761-1790 pero con la última sinfonía para el público de Esterházy en 1781); y el tercer bloque (1782-1795) comprende las Sinfonías de París (n.º 82 - n.º 87) y las Sinfonías de Londres (n.º 93 - n.º 104). El 1 de mayo de 1761 el compositor firmó su contrato como vice-kapellmeister (más tarde kapellmeister) de la familia Esterházy, que nominalmente duró 48 años, hasta su muerte.
La composición de esta pieza se cree que pudo desarrollarse en algún momento entre 1757 y 1764. Aunque la fecha de composición no se sabe con exactitud, el catálogo Breitkopf asegura que no fue compuesta más tarde de 1766, pero la mayoría de entendidos cree que fue compuesta unos pocos años antes. Incluso entre las sinfonías menos conocidas de Haydn, la n.º 18 es una de las menos interpretadas o familiares. Su fecha es menos nebulosa ya que se cree que, a pesar del número posterior que se le ha asignado, fue escrita entre 1757 y 1761 durante el patrocinio del conde Morzin. Como tal, es agradable y amena, aunque no tan innovadora como las obras que vendrían después. 

## Instrumentación
La partitura está escrita para una orquesta formada por:
- Viento madera: 2 oboes y 1 fagot.
- Viento metal: 2 trompas.
- Cuerda: una sección de cuerdas con 2 violines, viola, violonchelo y contrabajo.
- Teclado: clavecín como bajo continuo.

En aquella época se solía emplear un fagot para amplificar la voz del bajo, incluso sin una notación separada. En cuanto a la participación del clavecín como bajo continuo en las sinfonías de Haydn existen diversas opiniones entre los estudiosos: James Webster se sitúa en contra; Hartmut Haenchen a favor; Jamie James en su artículo para The New York Times presenta diferentes posiciones por parte de Roy Goodman, Christopher Hogwood, H. C. Robbins Landon y James Webster. A partir de 2019 la mayor parte de las orquestas con instrumentos modernos no utiliza el clavecín como continuo. No obstante, existen grabaciones con clavecín en el bajo continuo realizadas por: Trevor Pinnock (Sturm und Drang Symphonies, Archiv, 1989-1990); Nikolaus Harnoncourt (n.º 6–8, Das Alte Werk, 1990); Sigiswald Kuijken (incluidas las Sinfonías de París y Londres; Virgin, 1988-1995); Roy Goodman (Ej. n.º 1-25, 70-78, 82-87; Hyperion, 2002).

## Estructura y análisis
La sinfonía consta de tres movimientos:
- I. Andante moderato, en sol mayor 2
4
- II. Allegro molto, en sol mayor 4
4
- III. Tempo di menuet, en sol mayor – Trio, en sol menor 3
4

La interpretación de esta obra dura aproximadamente 15 minutos. Producto de los años formativos de la evolución de la sinfonía, la obra consta de tres movimientos y en ella el compositor experimenta con la secuencia y la naturaleza de los movimientos. A pesar de que son tres los movimientos y no cuatro, a veces se ha considerado una estructura de sonata da chiesa debido a la presencia de un movimiento lento inicial completo. Los tres movimientos siguen la secuencia lento–rápido–minueto. Los dos primeros se asemejan a los incluidos en las Sinfonías n.º 5 y n.º 11, pero en el Finale recupera el estilo galante. Es una obra homotonal.

### I.Andante moderato
El primer movimiento, Andante moderato, está escrito en la tonalidad de sol mayor, en compás de 2/4 y sigue la forma sonata. El movimiento lento inicial presenta un carácter serio, con una apertura formal tipo sonata a trío con dos líneas melódicas sobre un bajo independiente. Esta entrada es similar a la de la Sinfonía n.° 11, aunque algunos oyentes pueden optar por escuchar los motivos con puntillo como alegres, casi como un divertimento. Está dividido en dos mitades repetidas como un movimiento de sonata, pero sin una repetición formal del comienzo; el material simplemente continúa desarrollándose. Se abre con una marcha Andante de estilo de la sonata da chiesa. La exposición del tema principal corre a cargo de los segundos violines. El pausado galope se ve deliciosamente interrumpido en dos ocasiones por estallidos de semicorcheas.

### II.Allegro molto
El segundo movimiento, Allegro molto, está en sol mayor, en compás de 4/4 y responde a una forma sonata también. El Allegro, que suele ser un movimiento de apertura, ocupa en este caso el puesto central. Es igualmente de carácter genial, con los toques de trompa marcando el progreso de la obra. Es inexorable, sin tregua con sus incesantes ritmos de corchea.

### III.Tempo di menuet
El tercer y último movimiento, Tempo di menuet, está en sol mayor y el trío en sol menor, en compás de 3/4 y adopta una forma ternaria de minueto con trío. El minueto es largo y pausado. Está claramente escrito en estilo galante y posee un aire de majestuosidad al estilo de Händel. Todo ello, unido a su tamaño expandido (en cierto modo inferido por su tono), está calculado para ofrecer un Finale ligeramente más sobrio. El trío es igualmente extenso y está en la tónica menor. El regreso del minueto está escrito y se interpreta sin repeticiones internas. Al final presenta una característica claramente "cíclica": una frase adicional con motivos con puntillo recuerda al Adagio inicial de forma remota pero inequívoca.